# ناحیه ادریان، شهرستان ادماندز، داکوتای جنوبی
شهرستان ادریان، بخش ادماندز، جنوب داکوتا (به انگلیسی: Adrian Township, Edmunds County, South Dakota) یک منطقهٔ مسکونی در ایالات متحده آمریکا است که در داکوتای جنوبی واقع شده‌است.

## خصوصیات
شهرستان ادریان ۹۲٫۴ کیلومترمربع مساحت و ۱۴ نفر جمعیت دارد و ۵۳۳ متر بالاتر از سطح دریا واقع شده‌است.